# اتلان
اتلان (به اسپانیایی: Autlán de Navarro) یک منطقهٔ مسکونی در مکزیک است که در خالیسکو واقع شده‌است. اتلان ۹۶۲٫۹ کیلومتر مربع مساحت و ۵۳٬۲۶۹ نفر جمعیت دارد.